# Elisabeth Müller (Autorin)

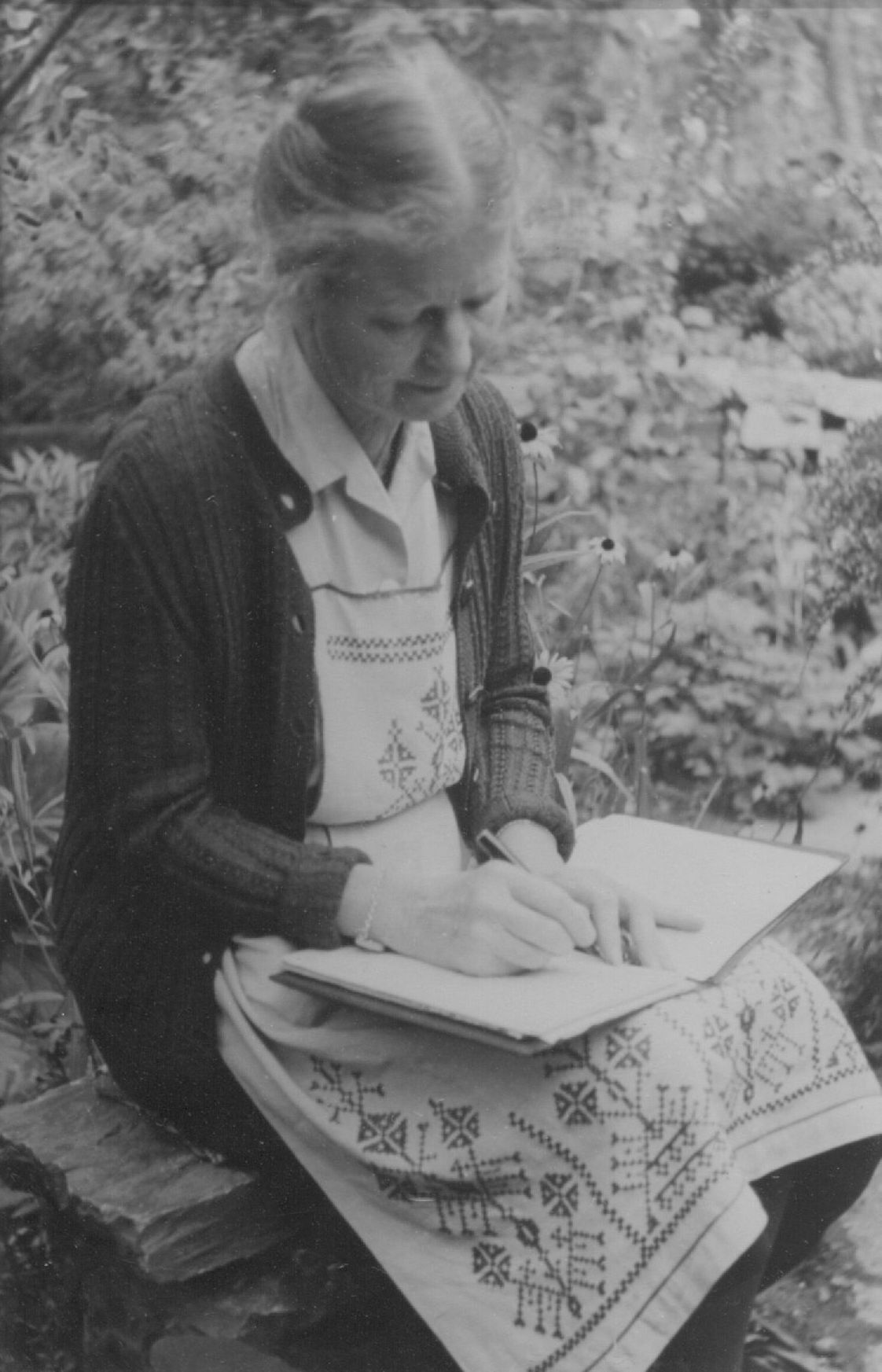
Elisabeth Müller in ihrem Garten in Hünibach um 1950.

Elisabeth Müller (* 21. September 1885 in Langnau im Emmental; † 22. Juni 1977 in Hünibach bei Thun) war eine Schweizer Autorin, Jugendschriftstellerin und Lehrerin.

## Leben

### Familiäre Herkunft
Elisabeth Müller wurde als jüngstes von sechs Kindern des Ernst Müller und der Anna Müller-Rüetschi (1854–1886) geboren. Ihr Vater war für seine Geschichte der bernischen Täufer (Frauenfeld 1895) zum Ehrendoktor der Universität Jena ernannt worden und wirkte von 1884 bis 1927 als reformierter Pfarrer in Langnau. Die Mutter starb ein Jahr nach Elisabeths Geburt, und der Vater heiratete daraufhin deren Schwester Emma (1856–1910), mit der er noch drei weitere Kinder hatte.

### Von der Ausbildung zur Krankheit
Nachdem sie wie alle ihre Geschwister die Sekundarschule in Langnau besucht hatte, wurde Elisabeth mit 16 Jahren in das städtische Lehrerinnenseminar Monbijou in Bern aufgenommen. Nach einer halbjährigen Stellvertretung auf der Schonegg in der Gemeinde Sumiswald wurde sie 1906 definitiv als Lehrerin nach Lützelflüh gewählt. 1909 wechselte sie an das burgerliche Waisenhaus in Bern, bis sie 1913 an Tuberkulose erkrankte, bis 1918 in diversen Sanatorien behandelt wurde und danach zu ihrer Familie nach Langnau zurückkehrte. In dieser Zeit der äusseren und inneren Krise fand sie zum Schreiben. Religiös näherte sie sich dem Pietismus, wodurch sie in einen gewissen Gegensatz zu ihrem theologisch entschieden liberalen Vater geriet.

### 1921–1935: Arbeit in Thun
1921 trat sie eine Stelle an einer Privatschule in Thun an. Nach vier Jahren wechselte sie als Methodiklehrerin an das bernische Staatsseminar für Lehrerinnen in Thun. Sie hatte dort den Status einer Hilfslehrerin und unterrichtete daneben ständig eine dritte und eine vierte Klasse als sogenannte «Übungsschule», in der die Seminaristinnen ihr Unterrichtspraktikum absolvierten.

### Freie Schriftstellerin und Erwachsenenbildnerin
Ab 1935, ihrem fünfzigsten Lebensjahr, arbeitete Elisabeth Müller vor allem als freie Schriftstellerin und Erwachsenenbildnerin. Ihre Schwester Hedwig hatte im Vorjahr in Hünibach bei Thun eine Gärtnerinnenschule gegründet, die seit 1993 Gartenbauschule Hünibach (GSH) heisst und die einzige biologisch-dynamische Gartenbauschule der Schweiz ist. An der von Hedwig geleiteten Schule unterrichtete Elisabeth Staatskunde und später auch noch Korrespondenz. Die beiden Schwestern wohnten zusammen in einem Haus in Hünibach.
Elisabeth entfaltete eine reiche Vortragstätigkeit zu Fragen der Erziehung und des Familienlebens. In der Zeit des Zweiten Weltkrieges entstanden die meisten ihrer berndeutschen Weihnachtsgeschichten. Später wirkte sie als Redaktorin beim saemann, einer Monatszeitung für reformierte Kirchenmitglieder im Kanton Bern. Sie sympathisierte mit der Berner Bauern-, Gewerbe- und Bürgerpartei, der Vorläuferorganisation der Schweizerischen Volkspartei, und war befreundet mit dem Politiker Rudolf Gnägi.
Müllers Nachlass befindet sich in der Burgerbibliothek Bern.

## Ehrungen
1946 erhielt Elisabeth Müller den Schweizerischen Jugendbuchpreis und 1954 sowohl das Ehrenbürgerrecht von Langnau als auch eine Ehrenpromotion der Universität Bern; später kam noch das Ehrenbürgerrecht von Hünibach dazu. 1955 erhielt sie nach 1939 zum zweiten Mal den Literaturpreis der Stadt Bern, der im Jahr zuvor an Friedrich Dürrenmatt gegangen war.

## Verfilmung
Elisabeth Müllers 1942 erschienener Jugendroman Die sechs Kummerbuben wurde 1968 unter der Regie von Franz Schnyder als Kinofilm und als 13-teilige Fernsehserie verfilmt.

## Werke

### Werke für Erwachsene
- Elternsegen. Erzählung. Einsiedeln 1910
- Fride i Huus und Härz. Bärndütschi Gschichte für üses Volk. Bern 1940
- Martinssümmerli u anderi Liebesgschichte. Bern 1948
- Die Quelle. Erinnerungen. Bern 1950
- Heimatbode. Bärndütschi Gschichte. Bern 1955
- Türen gehen auf. Ein Stück Lebensarbeit. Erinnerungen. Bern 1957
- Was in der Stille wächst. Eine Auswahl von saemann-Artikeln. Bern 1962

### Gesammelte Weihnachtsgeschichten
- Heilegi Zyt. Gümligen 1993, ISBN 3-305-00227-1
- Chrüz und Chrippli. Gümligen 1994, ISBN 3-305-00228-X
- O du fröhliche! Gümligen 1995, ISBN 3-305-00229-8
- We d Liechtli brönne. Gümligen 1996, ISBN 3-305-00230-1

### Werke für Kinder und Jugendliche
- Vreneli. Bern 1916
- Theresli. Bern 1918, ISBN 3-305-00200-X
- Christeli. Bern 1920, ISBN 3-305-00201-8
- Das Schweizerfähnchen. Bern 1937
- Die sechs Kummerbuben. Bern 1942, ISBN 3-305-00202-6
- Nur der Ruedi. Schweizerisches Jugendschriftenwerk, Zürich 1932. (SJW; 7)
- Unsere Jüngste. Schweizerisches Jugendschriftenwerk, Zürich 1944. (SJW; 164)
- Eveli und das Wickelkind. Schweizerisches Jugendschriftenwerk, Zürich 1965. (SJW; 912)
- Die beiden B – Bärtschis und Bobelis Familiengeschichte. A. Francke, Bern 1945